# Tour New Orleans
La tour New Orleans ou tour de La Nouvelle-Orléans est un gratte-ciel de 158 mètres de hauteur construit à Rotterdam aux Pays-Bas de 2007 à 2010. L'immeuble abrite 238 logements et un cinéma.
Début 2024 c'était le troisième plus haut gratte-ciel de Rotterdam et des Pays-Bas.
L'architecte est l'agence Alvaro Siza Arquitecto.